# Кіршайм
Кірша́йм (фр. Kirchheim) — муніципалітет у Франції, у регіоні Гранд-Ест, департамент Нижній Рейн. Населення — 704 особи (01.01.2021).
Муніципалітет розташований на відстані близько 380 км на схід від Парижа, 19 км на захід від Страсбура.

## Історія
До 2015 року муніципалітет перебував у складі регіону Ельзас. Від 1 січня 2016 року належить до нового об'єднаного регіону Гранд-Ест.
Місцеві знахідки римських реліквій свідчать про наявність поселення в римський період. У першій збереженій згадці, датованій сьомим століттям, село називається Чіріхгайм. Існують також свідчення про королівську резиденцію, яку часто використовували Карл Товстий та імператриця Річарда в пізній період правління Меровінгів. 
Село входило до складу імперії і було залежним від сусіднього Васселонна, з яким, згідно з тогочасними записами, Кірхгайм поділяв свою історію, доки не перейшов під контроль Страсбурга. Монастир Гаслах мав тут cour domaniale (регіональний суд) і зберіг певні права. Існують свідчення про якийсь релігійний монастир або жіночий монастир в одинадцятому столітті, який пізніше, в 1274 році, був взятий під захист Рудольфом I Німецьким.
На гербі села зображено розгорнуту книгу і чорнильницю — вважається, що це свідчить про наявність кількох друкарень у п'ятнадцятому і шістнадцятому століттях.

## Демографія
Динаміка населення (INSEE ):
Розподіл населення за віком та статтю (2006):
| Стать | Всього | До 15 років | 15-24 | 25-44 | 45-64 | 65-85 | Понад 85 |
| --- | ------ | ----------- | ----- | ----- | ----- | ----- | -------- |
| Чоловіки | 268    | 36          | 28    | 76    | 64    | 64    | 0        |
| Жінки | 280    | 36          | 24    | 72    | 92    | 56    | 0        |
| \| Статево-вікова піраміда \| Статево-вікова піраміда \| Статево-вікова піраміда \| \| ----------------------- \| ----------------------- \| ----------------------- \| \| Чоловіки \| Вік \| Жінки \| \| 0 \| 85 + \| 0 \| \| 20 \| 80-84 \| 16 \| \| 8 \| 75-79 \| 12 \| \| 16 \| 70-74 \| 16 \| \| 20 \| 65-69 \| 12 \| \| 4 \| 60-64 \| 20 \| \| 24 \| 55-59 \| 24 \| \| 16 \| 50-54 \| 28 \| \| 20 \| 45-49 \| 20 \| \| 24 \| 40-44 \| 28 \| \| 40 \| 35-39 \| 20 \| \| 8 \| 30-34 \| 16 \| \| 4 \| 25-29 \| 8 \| \| 8 \| 20-24 \| 0 \| \| 20 \| 15-20 \| 24 \| \| 16 \| 10-14 \| 4 \| \| 12 \| 5-9 \| 28 \| \| 8 \| 0-4 \| 4 \| |        |             |       |       |       |       |          |
| Статево-вікова піраміда |        |             |       |       |       |       |          |
| Чоловіки | Вік    | Жінки       |       |       |       |       |          |
| 0 | 85 +   | 0           |       |       |       |       |          |
| 20 | 80-84  | 16          |       |       |       |       |          |
| 8 | 75-79  | 12          |       |       |       |       |          |
| 16 | 70-74  | 16          |       |       |       |       |          |
| 20 | 65-69  | 12          |       |       |       |       |          |
| 4 | 60-64  | 20          |       |       |       |       |          |
| 24 | 55-59  | 24          |       |       |       |       |          |
| 16 | 50-54  | 28          |       |       |       |       |          |
| 20 | 45-49  | 20          |       |       |       |       |          |
| 24 | 40-44  | 28          |       |       |       |       |          |
| 40 | 35-39  | 20          |       |       |       |       |          |
| 8 | 30-34  | 16          |       |       |       |       |          |
| 4 | 25-29  | 8           |       |       |       |       |          |
| 8 | 20-24  | 0           |       |       |       |       |          |
| 20 | 15-20  | 24          |       |       |       |       |          |
| 16 | 10-14  | 4           |       |       |       |       |          |
| 12 | 5-9    | 28          |       |       |       |       |          |
| 8 | 0-4    | 4           |       |       |       |       |          |

## Економіка
2010 року серед 426 осіб працездатного віку (15—64 років) 324 були активними, 102 — неактивними (показник активності 76,1%, у 1999 році було 73,3%). З 324 активних мешканців працювала 301 особа (159 чоловіків та 142 жінки), безробітними було 23 (13 чоловіків та 10 жінок). Серед 102 неактивних 34 особи були учнями чи студентами, 44 — пенсіонерами, 24 були неактивними з інших причин.

У 2010 році в муніципалітеті числилось 267 оподаткованих домогосподарств, у яких проживали 663,0 особи, медіана доходів виносила 20 019 євро на одного особоспоживача